# Sarcoptes scabiei
L'acaro della scabbia (Sarcoptes scabiei) è un artropode parassita dell'uomo e di tutti i mammiferi anche domestici, che si nutre delle cellule epiteliali, causando la scabbia o rogna (malattia). È altamente specie-specifico.

## Descrizione
Il Sarcoptes scabiei non è visibile a occhio nudo: al microscopio si presenta con un tozzo corpo ovaloide, testa incassata tra le zampe anteriori, minuscola e priva di occhi. Il dorso è ricoperto di scaglie cheratinose, setole e squame appuntite. Possiede otto zampe, due paia ai lati della testa e due paia nella parte inferiore dell'addome.
Il maschio di questa specie, di colore rossastro, è lungo un quarto di millimetro. La femmina, di colore biancastro, è lunga almeno un terzo di millimetro.

## Biologia
È notturno e ama il caldo. Il Sarcoptes scabiei ha sensori per l'odore degli umani e per la temperatura: da vestiti/lenzuola si sposta verso l'ospite alla velocità di 2–5 cm/minuto.
La femmina dell'acaro, giunta sulla cute, secerne un liquido cheratolitico che le permette di attraversare gli strati cornei superficiali formando un pozzetto in cui si ferma, nell'attesa di un maschio vagante. Una volta gravida, la femmina inizia a scavare la sua tana, definita cunicolo, negli strati più superficiali dell'epidermide (al confine fra lo strato corneo e il granuloso) e semina uova lungo il decorso. Il cunicolo, la lesione tipica della scabbia, rappresenta la sede in cui si trova la femmina dell'acaro e le sue uova nelle varie fasi del processo maturativo. L'acaro depone 2-3 uova al giorno per tutta la durata della sua vita che è di circa 30 giorni, ma solo il 10% delle uova va incontro a maturazione. Il processo maturativo comprende due fasi intermedie e si completa in 7-10 giorni.
L'acaro non può vivere al di fuori dell'ospite. La sopravvivenza lontano dalla cute dell'uomo è di 2-3 giorni per l'acaro, e di circa 10 giorni per le uova.
Una volta contratta l'infestazione, il periodo di incubazione prima della comparsa dei sintomi è di 2-3 settimane, tempo necessario perché l'ospite si sensibilizzi agli antigeni dell'acaro. Alla reinfezione il prurito compare già dopo 48 ore.
Il sintomo più rilevante della loro presenza (e quindi della scabbia) è un forte prurito, associato da minuscoli cunicoli, lineari o ad arco millimetrici e bianco-rosati, che l'acaro scava nella pelle. Essi poi si annidano di preferenza intorno ad un bulbo pilifero.
Il contagio avviene per contatto diretto con il malato o con oggetti da lui utilizzati (lenzuola, cuscini). L'acaro sceglie come area per vivere la pelle al riparo da traumi: spazi interdigitali, lato flessorio dei gomiti, ascelle, inguine. L'eruzione scabbiosa è accompagnata da fortissimo prurito, che si intensifica durante il periodo notturno. Le possibili complicanze sono da ricondursi al grattamento: flittene da piogeni, pustole impetiginoidi, eczemi, ecc. 
 Una forma più mordace è la scabbia norvegese, con ipercheratosi, croste ed eritrodermia estesa. La scabbia si cura con l'applicazione su tutta la cute di farmaci antiacarici e con la disinfestazione di tutti gli oggetti usati dal malato.